# Isonychus ohausi
Isonychus ohausi är en skalbaggsart som beskrevs av Moser 1921. Isonychus ohausi ingår i släktet Isonychus och familjen Melolonthidae. Inga underarter finns listade i Catalogue of Life.